# آنی سی مگویر
آنی سی مگویر (به انگلیسی: Annie C. Maguire) یک کشتی بود که طول آن ۱۸۸ فوت (۵۷ متر) بود. این کشتی در سال ۱۸۵۳ ساخته شد.